# Țivkivți, Nova Ușîțea
Țivkivți (în ucraineană Цівківці) este un sat în comuna Braiilivka din raionul Nova Ușîțea, regiunea Hmelnîțkîi, Ucraina.

## Demografie
Componența lingvistică a localității Țivkivți
     Ucraineană (97,93%)
     Rusă (2,07%)
Conform recensământului din 2001, majoritatea populației localității Țivkivți era vorbitoare de ucraineană (97,93%), existând în minoritate și vorbitori de rusă (2,07%).